# 天主教马赛总教区
天主教馬賽總教區（拉丁語：Archidioecesis Massiliensis）是法國一個羅馬天主教教省總教區，下轄七個教區。
傳統上認為教區於1世紀成立，1948年1月31日升為聖座直轄的總教區。2002年12月8日升為教省總教區。
總教區位於羅訥河口省馬賽區，2004年有教友700,000人（佔轄區總人口70.8%）、122個堂區、313名司鐸。
現任總主教為若望-瑪爾谷·阿弗蘭，榮休總主教為喬治·龐迪耶。